# Landwind Forward

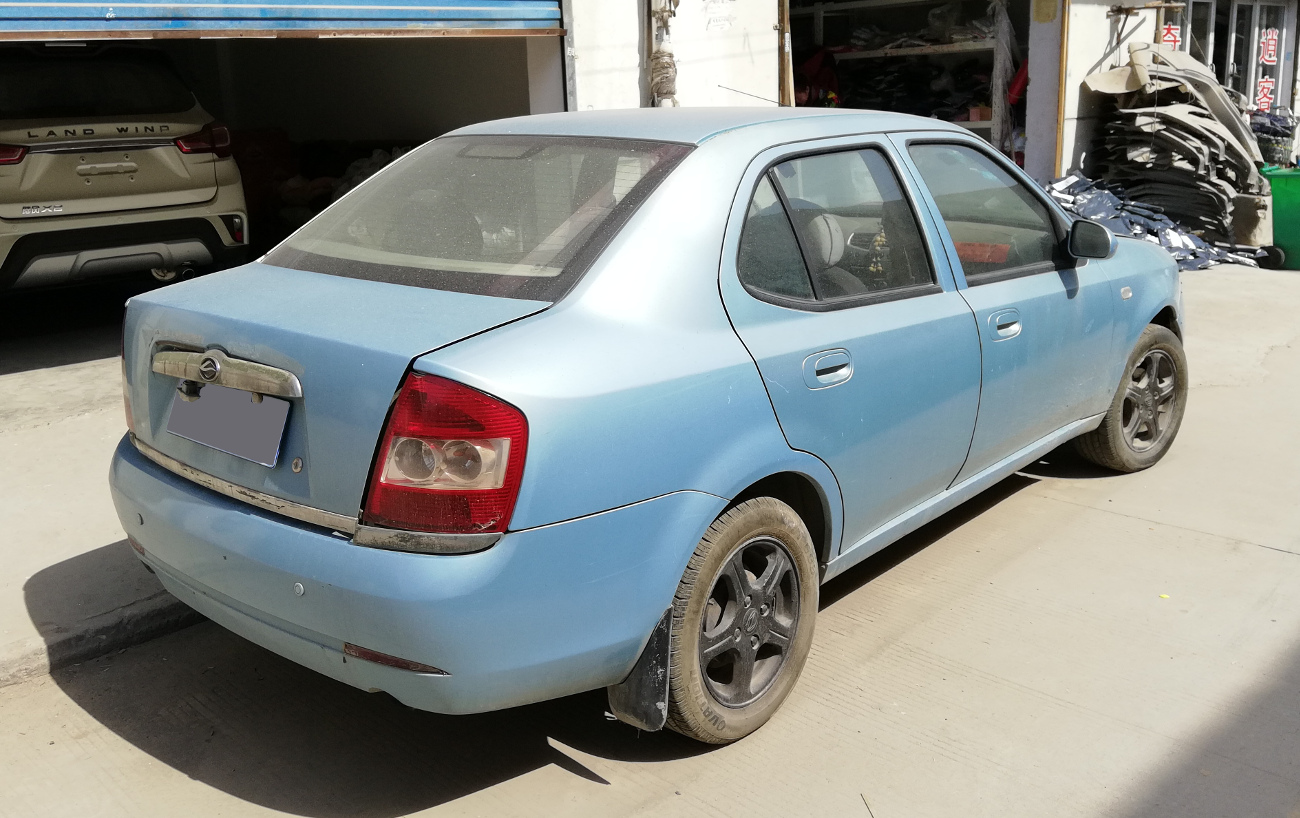
Heckansicht

Der Landwind Forward ist ein Kleinwagen des chinesischen Herstellers Jiangling Motors. 
Der Wagen wird auch unter den Bezeichnungen CV7, s-drive oder Hua Feng geführt. Im Gegensatz zu anderen Landwind-Modellen gab es keinen Versuch, diesen nach Europa zu exportieren.